# Événements de Castilblanco
Les événements de Castilblanco (en espagnol : sucesos de Castilblanco) sont un affrontement survenu dans la localité de Castilblanco, en Estrémadure (Espagne), le 1er janvier 1932 entre des paysans et les forces de l'ordre, et qui se solda par le lynchage de quatre gardes civils.

## Les événements
Le 20 décembre 1931, les journaliers au chômage de Castilblanco organisèrent une manifestation pour réclamer du travail dans les champs. La Garde civile, qui avait été traditionnellement utilisée par les gouvernements de la Restauration pour étouffer les revendications de la classe paysanne,, et qui était encore sous la direction du général Sanjurjo durant ces premiers mois de la Seconde République, ordonna la cessation du mouvement, portant ainsi atteinte au droit de grève pourtant garanti dans la nouvelle constitution de 1931.
En réponse, la Federación Nacional de Trabajadores de la Tierra (Fédération nationale des travailleurs de la terre, en abrégé FNTT) décréta deux jours de grève, dans l'objectif d'obtenir la démission du chef local de la Garde civile. En dépit du refus du maire de Castilblanco de donner son autorisation, la grève fut menée le 30 décembre. Le jour suivant, quatre gardes civils se présentèrent à la maison du peuple (casa del pueblo, édifice servant de point de rassemblement aux habitants du village) pour demander à son président d'annuler la seconde journée de grève prévue. Pendant les pourparlers, un groupe de femmes commença à prendre à partie les agents et tenta de s'introduire dans le local. Au milieu de ce tumulte, l'un des gardes tira un coup de feu, entraînant la colère du public qui s'était rassemblé devant les portes. Les agents furent assassinés par la foule avec une grande férocité : leurs corps furent coupés en morceaux et les femmes du village dansèrent autour de leurs dépouilles.

## Conséquences
Dans le contexte social et politique agité des débuts de la République, les événements de Castilblanco connurent un retentissement national. Le ministre de l'Intérieur, Santiago Casares Quiroga, assista à l'enterrement des gardes et défendit leur manière d'agir. Gregorio Marañón publia un article dans lequel il justifiait les agissements des insurgés estrémègnes, comparant les incidents avec ceux relatés par Lope de Vega dans sa pièce Fuenteovejuna et affirmant que les véritables responsables étaient ceux qui maintenaient les paysans espagnols dans un état de misère et de sous-développement honteux.
Les accusés des assassinats furent jugés et condamnés à mort, mais leur peine fut commuée en prison à vie. L'avocat de la défense fut le socialiste Luis Jiménez de Asúa, l'un des rédacteurs de la constitution de la République.
Le général Sanjurjo, alors directeur général de la Garde civile, qui devait quelques mois plus tard tenter un coup d'État manqué connu sous le nom de Sanjurjada et figurer ensuite parmi les instigateurs du soulèvement de juillet 1936 qui déboucha sur la guerre civile espagnole, manifesta sa profonde indignation face aux événements, déclarant notamment qu’il n’avait pas vu, lors du désastre d’Anoual de 1921, « même sur le Mont Arouit, au moment de l’effondrement des autorités militaires de Melilla, des cadavres de chrétiens être mutilés avec une pareille sauvagerie. Il y avait des femmes qui dansaient devant les restes des victimes »,.
La tension occasionnée par les incidents influença également les événements d'Arnedo survenus quelques jours plus tard dans des circonstances similaires et qui se soldèrent par plusieurs morts, côté civil cette fois.